# 施利倫

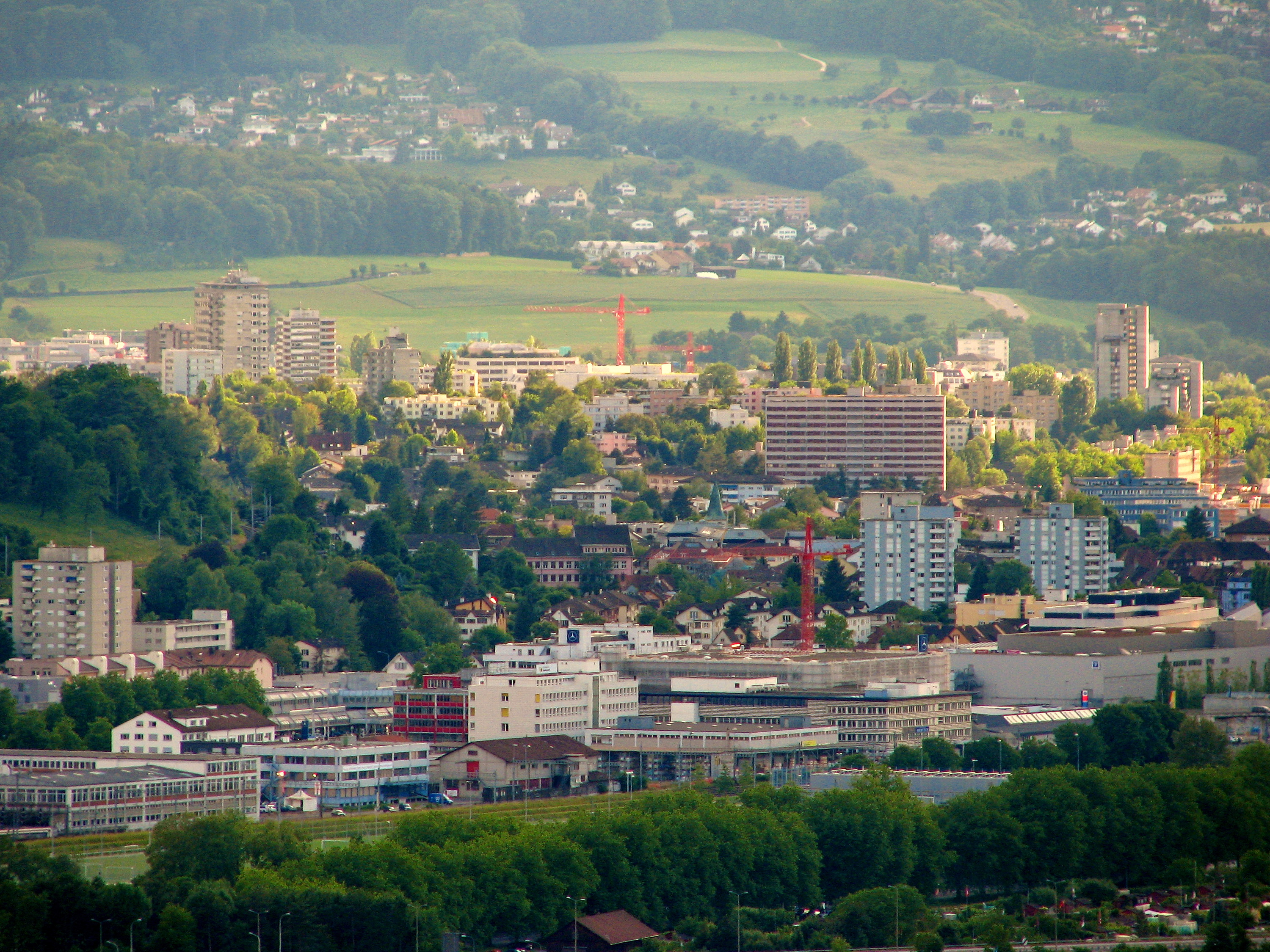
施利伦风光

施利倫（德語：Schlieren）是是瑞士联邦苏黎世州迪蒂孔区的市镇，面積为6.59平方公里，海拔高度393米，該市镇出土的斧頭可追溯至公元前十萬年，2018年12月31日人口为18,731人，其中三成居民信奉基督教。

## 外部連結
- 施利伦官方网站 （页面存档备份，存于） （德文）